# وست‌فیلد ایکس‌تی‌آر۲
Westfield ایکستی‌آر۲ (Westfield XTR۲) خودرویی است که از سال ۲۰۰۱ تا کنون تولید شده‌است. 
این خودرو در کلاس خودرو اسپورت قرار گرفته، طول آن در حالت طبیعی ۳٬۶۸۶ میلیمتر (۱۴۵٫۱ اینچ) و  عرض آن در حالت طبیعی ۱٬۶۲۵ میلیمتر (۶۴٫۰ اینچ) و  وزن آن در حالت طبیعی ۴۱۰ کیلوگرم (۹۰۰ پوند)  است. سیستم جعبه‌دندهٔ آن ۶ دنده  است.